# Benito Lynch
Benito Lynch (La Plata, Argentina; 25 de julio de 1885 - La Plata; 23 de diciembre de 1951) fue un escritor argentino de literatura gauchesca, de destacada labor en la primera mitad del siglo XX.

## Biografía
Lynch provenía de una acaudalada familia de origen irlandés, creciendo en una estancia, propiedad de su familia. Sus vivencias durante los primeros años determinarán su literatura, y lo ayudarán a posicionarse como uno de los principales escritores del nacionalismo argentino.
En 1902 ingresó como cronista social del diario El Día de La Plata, en el que su padre tenía acciones.
Adquirió fama desde los primeros momentos con sus cuentos y novelas, pero se consagró como escritor criollista con dos obras, Los caranchos de la Florida (1916) y El inglés de los güesos (1922). Su más celebrada colección de cuentos apareció con el título de De los campos porteños (1931).
Hacia 1936 se retiró a un aislamiento literario, del que no pudieron sacarlo sus amigos ni las solicitaciones del público.
En torno a su personalidad y a su inexplicable designio de no publicar más, se han tejido leyendas del más variado contenido, que nadie ha podido sin embargo confirmar.
Murió de cáncer de estómago, casi sordo y con la vista disminuida, en La Plata (1951),  rodeado de esa atmósfera de misterio que su actitud le había creado; frecuentado por su sobrino el ensayista Nicolás Barrios Lynch hasta el final de su vida.
Una escuela fue fundada en su honor en La Plata, llevando su mismo nombre.
La plazoleta Benito Lynch, en La Plata, lleva su nombre debido a que el autor vivió en diagonal 77 entre 8 y 43, frente a la misma.

## Obras
- Plata dorada (1909) (novela)
- Los caranchos de la Florida (1916) (novela)
- Raquela (1918) (novela)
- La evasión (1922) (novela corta)
- Las mal calladas (1923) (novela)
- El potrillo roano (1924) (cuento)
- El inglés de los güesos (1924) (novela)
- El antojo de la patrona (1925) (novela corta)
- Palo verde (1925) (novela corta)
- El romance de un gaucho (1930) (novela)
- De los campos porteños (1931) (cuentos)
- Pollos y mirasoles (1936) (novela)

## Películas sobre sus obras
- El romance de un gaucho (1961) dir. Rubén W. Cavallotti
- El inglés de los güesos (1940) dir. Carlos Hugo Christensen
- Los caranchos de la Florida (1938)  dir. Alberto de Zavalía